# Ахмад Файзієв
Ахмад Файзієв (узб. Ahmad Fayziyev; 10 травня 1910, Коканд — 8 січня 1993, Бухара) — узбецький радянський актор театру та кіно. Народний артист Узбецької РСР (1956).

## Життєпис
Закінчив Бухарський педагогічний інститут у 1940 році.
З 1925 по 1930-ті роки працював педагогом та мистецьким керівником театральної студії дитячого будинку Каракульського району. З 1930 року виступав на сцені Бухарського обласного театру музичної драми та комедії. Гострохарактерний актор, переважно комедійний. За манерою гри близький до акторів традиційного народного театру кизикчі.

## Вибрані театральні ролі
- Казі та Аглям («Витівки Майсари» Хамзи),
- Бублик («Платон Кречет» Олександра Корнійчука),
- Ібрагім («Гюльсара» Яшена та М. Мухаммедова),
- Султанбек («Аршин мал алан») Узеїра Гаджибекова),
- Полоній («Гамлет» Вільяма Шекспіра),
- Гоалдак («Не спирайтеся на воду») С. Ходжаніязова),
- Мумін («Золота стіна» О. Вохідова),
- Подколесін («Одруження» Микола Гоголя),
- Маджитдін («Алішер Навої» Уйгуна та Султанова),
- Мавлон («Шовкове сюзане» Абдулла Каххара) тощо.

## Вибрана фільмографія
- 1976 — Подорож гідних — придворний хана
- 1986 — Нові казки Шахерезади — суддя
- 1987 — Остання ніч Шахерезади — епізод